# 楽園 (鈴木光司の小説)
『楽園』（らくえん）は、日本の小説家鈴木光司による小説である。
1990年の日本ファンタジーノベル大賞第2回において優秀賞となった小説である。大賞受賞作は『小説新潮』に全文が掲載されるが、この回は大賞に該当した作品がなく、同じく優秀賞を得た『英雄ラファシ伝』とともに一部が掲載された。
『満ちてくる時のむこうに』のタイトルでアニメ化され、1991年6月16日に日本テレビでスペシャル番組として放送された。

## あらすじ
遠い昔のモンゴルに、愛し合いながらも別れ別れになった男女がいた。2人の魂は、伝説の「赤い鹿」の精霊に守られながら、18世紀の南海の小島、現代のアメリカにと、1万年の時を越えて生まれ変わっていく。

## 満ちてくる時のむこうに

### キャスト
- レスリー・マードフ：井上和彦
- フローラ：勝生真沙子
- ボクド：古本新之輔
- ファヤウ：兵藤まこ
- ジョーンズ：杉山良一
- ライア：平井菜水
- タイラー：玄田哲章
- エド・チャニング：富山敬
- ヴァイオレット：大塚周夫
- ビクトル：大木民夫
- 長老：永井一郎
- ギルバート：羽佐間道夫
- フローラの先輩：榊原良子
- 呪い師：野本礼三
- ボクドの父：吉村よう
- ボクドの母：片岡富枝
- シャラブ：辻谷耕史
- ハイリャーン：田中和実
- 真殿光昭、中嶋聡彦

### スタッフ
- 原作 - 鈴木光司『楽園』（新潮社）
- 脚本・監督 - 鳥海永行
- 演出 - 飯島正勝
- 音楽 - 佐藤允彦
- キャラクターデザイン - 後藤隆幸
- 美術監督 - 脇威志
- 作画監督 - 本木久年、大坂竹志、木下裕孝
- プロデューサー - 堀越徹、大野実、鈴木義瀧
- 制作 - 布川ゆうじ
- 企画制作 - 日本テレビ
- 編集 - 金子尚樹、酒井正次、谷口肇、森田清次
- 製作 - 読売広告社、スタジオぴえろ

### テーマ曲
『満ちてくる時のむこうに』
- 作詞：来生えつこ
- 作曲：来生たかお
- 編曲：船山基紀
- 歌：平井菜水（バップ）

## 商品

### 小説
- 鈴木光司 『楽園』 新潮社、1990年12月、ISBN 4103786019。
- 鈴木光司 『楽園』 新潮社〈新潮文庫〉、1995年12月、ISBN 4101438110。

### アニメ
- VHS・LD『満ちてくる時のむこうに』バップ 1991年
- 『満ちてくる時のむこうに アニメブック』新潮社、1991年10月、ISBN 4103786027。
- 『満ちてくる時のむこうに オリジナルサウンドトラック』バップ、1991年8月

### オーディオブック
- 『楽園』 Audible、2017年4月、朗読：梶山はる香[1]